# Willie Harris
William Charles Harris (né le 22 juin 1978 à Cairo en  Géorgie, États-Unis) est un ancien joueur de champ extérieur des Ligues majeures de baseball.

## Carrière
Après des études secondaires à la Cairo High School de Cairo (Géorgie), Willie Harris est drafté le 4 juin 1996 par les Pirates de Pittsburgh au 28e tour de sélection. Il repousse l'offre et suit des études supérieures à la Kennesaw State University où il porte les couleurs des Owls de 1997 à 1999. Au cours de cette période universitaire, il est à nouveau drafté, en juin 1997 par les Devil Rays de Tampa Bay au 90e tour, sans signer.
Harris rejoint les rangs professionnels à l'issue de la draft du 2 juin 1999 au cours de laquelle il est sélectionné par les Orioles de Baltimore au 24e tour. Il signe son premier contrat professionnel le 7 juin 1999.
Il passe deux saisons en Ligues mineures avant d'effectuer ses débuts en Ligue majeure le 2 septembre 2001.
Harris est transféré chez les White Sox de Chicago le 29 janvier 2002 en retour de Chris Singleton. Avec les Sox, il remporte la Série mondiale 2005.
Il porte ensuite les couleurs des Red Sox de Boston (2006), des Braves d'Atlanta (2007) puis des Nationals de Washington (2008-2010).

### Mets de New York
Agent libre après la saison 2010, il s'engage chez les Mets de New York le 17 janvier 2011 via un contrat de ligues mineures. En forme lors de l'entraînement de printemps 2011 des Mets, Harris est inclus dans l'effectif actif de la franchise à l'ouverture de la saison.
Il dispute 126 matchs pour les Mets de 2011, frappant pour ,246 de moyenne au bâton avec 23 points produits.

### Reds de Cincinnati
En janvier 2012, Harris signe un contrat des ligues mineures avec les Reds de Cincinnati.

## Statistiques
| Saison | Équipe     | G   | AB   | R   | H   | 2B | 3B | HR | RBI | SB  | BA   |
| ------ | ---------- | --- | ---- | --- | --- | -- | -- | -- | --- | --- | ---- |
| 2002   | Baltimore  | 9   | 24   | 3   | 3   | 1  | 0  | 0  | 0   | 0   | .125 |
| 2002   | Chicago WS | 49  | 163  | 14  | 38  | 4  | 0  | 2  | 12  | 8   | .233 |
| 2003   | Chicago WS | 79  | 137  | 19  | 28  | 3  | 1  | 0  | 5   | 12  | .204 |
| 2004   | Chicago WS | 129 | 409  | 68  | 107 | 15 | 2  | 2  | 27  | 19  | .262 |
| 2005   | Chicago WS | 56  | 121  | 17  | 31  | 2  | 1  | 1  | 8   | 10  | .256 |
| 2006   | Boston     | 47  | 45   | 17  | 7   | 2  | 0  | 0  | 1   | 6   | .156 |
| 2007   | Atlanta    | 117 | 344  | 56  | 93  | 20 | 8  | 2  | 32  | 17  | .270 |
| 2008   | Washington | 140 | 367  | 58  | 92  | 14 | 4  | 13 | 43  | 13  | .251 |
| 2009   | Washington | 137 | 323  | 47  | 76  | 18 | 6  | 7  | 27  | 11  | .235 |
| 2010   | Washington | 132 | 224  | 25  | 41  | 6  | 2  | 10 | 32  | 5   | .183 |
| Totaux | Totaux     | 895 | 2157 | 324 | 516 | 85 | 24 | 37 | 187 | 101 | .239 |

| Saison | Équipe     | G | AB | R | H | 2B | 3B | HR | RBI | SB | BA    |
| ------ | ---------- | - | -- | - | - | -- | -- | -- | --- | -- | ----- |
| 2005   | Chicago WS | 3 | 2  | 1 | 2 | 0  | 0  | 0  | 1   | 0  | 1.000 |
| Totaux | Totaux     | 3 | 2  | 1 | 2 | 0  | 0  | 0  | 1   | 0  | 1.000 |

Note : G = Matches joués ; AB = Passages au bâton; R = Points ; H = Coups sûrs ; 2B = Doubles ; 3B = Triples ; 
HR = Coup de circuit ; RBI = Points produits ; SB = Buts volés ; BA = Moyenne au bâton.